# Guimarães
Guimarães (kiejtése (gimaranzs) [gimɐ'ɾɐ̃ĩʃ]) önkormányzat Portugália északnyugati részében, Minho tartomány Braga kerületében.
Központja Guimarães város, amely 16 egyházközségből áll, és 2001-es adatok szerint 50 ezer lakosa van. Az önkormányzat egészének lakossága 161 876 fő, akik 241,3 négyzetkilométeren élnek.

## Éghajlata
A város a tartományhoz hasonlóan a meleg-hűvös nyarú mediterrán és az óceáni éghajlat köztes térségében helyezkedik el. A hegyes-völgyes vidék és a víztől való viszonylagos távolság miatt enyhe kontinentális hatás is érvényesül. A nyár meleg, olykor forró, a hűvös és párás portói nyárnál sokkal szárazabb. A tél rendszerint hideg és esős, fagy is kialakulhat, de a hó viszonylag ritka.

## Története
Guimarães várost sokkal korábbi települések helyén a Portugália létrehozójának tekintett Vímara Peres gróf alapította, miután 868-ban, a mórok kiűzésével létrejött a mai Portugália központi területe ("az Első Portugál Grófság") a gróf uralma alatt. A város róla kapta nevét és Portugália első fővárosa lett – ezért a portugálok ma is "a Bölcsőváros" néven is emlegetik.
Ezt a megtisztelő nevet későbbi történetével is kiérdemelte a város. 1095-ben Burgundiai Henrik gróf, aki Leóni Teresa hercegnőt vette feleségül, itt alapította meg a Második Portugál Grófságot (Condado Portucalense). 1109. július 25-én fia, Afonso Henriques herceg – aki itt született – Guimarães városban kiáltotta ki Portugália függetlenségét a León Királyságtól, miután a São Mamedei csatát követően önmagát Portugália királyának deklarálta I. Afonso néven.

## Gazdasága
Guimarães önkormányzat egyike Portugália legiparosodottabb területeinek. Fő iparágai a textil- és cipőgyártás, illetve a fémmechanika.

## Kultúrája, sportja
Guimarães történelmi központja 2001-ben a világörökség része lett középkori műemlék épületei miatt.
Vitória SC, vagy másik ismert nevén Vitória de Guimarães Portugália egyik legnevesebb sportklubja. Az önkormányzat másik ismert sportklubja a Moreirense FC.

## Az önkormányzat egyházközségei
Guimarães egyházközségei (adminisztratív egységei, portugálul freguesias):
| - Aldão - Arosa - Atães - Azurém (Guimarães) - Balazar - Barco - Brito - Caldelas - Calvos - Castelões - Conde - Corvite - Costa (Guimarães) - Creixomil (Guimarães) - Donim - Fermentões (Guimarães) - Figueiredo - Gandarela - Gémeos - Gominhães - Gonça - Gondar - Gondomar (Guimarães) | - Guardizela - Infantas - Leitões - Longos - Lordelo - Mascotelos (Guimarães) - Mesão Frio (Guimarães) - Moreira de Cónegos - Nespereira - Oleiros - Oliveira do Castelo (Guimarães) - Pencelo - Pinheiro - Polvoreira (Guimarães) - Ponte (Guimarães) - Rendufe - Ronfe - Salvador de Briteiros - Santa Eufémia de Prazins - Santa Leocádia de Briteiros - Santa Maria de Airão - Santa Maria de Souto - Santiago de Candoso (Guimarães) | - Santo Estêvão de Briteiros - Santo Tirso de Prazins - São Clemente de Sande - São Cristóvão de Selho (Guimarães) - São Faustino - São João Baptista de Airão - São Jorge de Selho - São Lourenço de Sande - São Lourenço de Selho - São Martinho de Candoso (Guimarães) - São Martinho de Sande - São Paio (Guimarães) - São Salvador de Souto - São Sebastião (Guimarães) - São Tomé de Abação - São Torcato - Serzedelo - Serzedo - Silvares (Guimarães) - Tabuadelo - Urgezes (Guimarães) - Vermil - Vila Nova de Sande |